# Dennispaketet

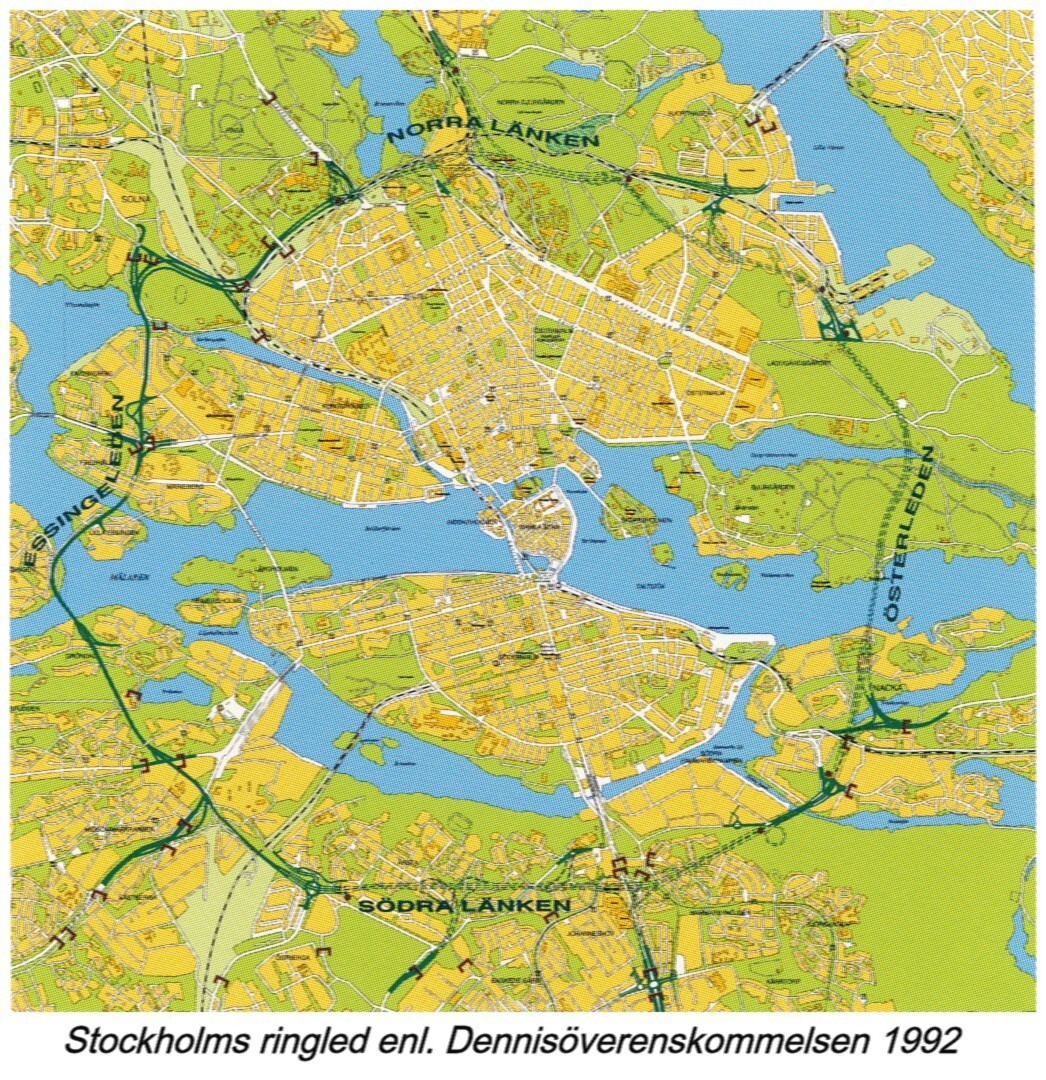
Norra länken är det norra delavsnittet i Ringled Stockholm

Dennispaketet, Dennisuppgörelsen, var en överenskommelse mellan Moderaterna, Socialdemokraterna och Folkpartiet att under 1990-talet genomföra specifika investeringar i vägar och spårtrafik i Stockholms län. Överenskommelsen slöts den 29 september 1992. Namnet kommer från den dåvarande riksbankschefen Bengt Dennis, som var ordförande för förhandlingarna.

## Historik
Under 1980-talet hade politikerna i Stockholms kommun försökt enas kring olika trafiklösningar för hur den ökande trafiken i Stockholm skulle ordnas. Politikerna kunde inte komma överens samtidigt som det fanns en miljöopinion som ställde krav på hur trafikproblemen skulle lösas. I maj 1990 fick dåvarande riksbankschefen Bengt Dennis i uppdrag av regeringen att presentera en överenskommelse. Från regeringens sida lovade man statliga lånegarantier och särskilda pengar till kollektivtrafiken. Förhandlingarna om ett paket, det så kallade Dennispaketet, inleddes med samtliga partier men i förhandlingarna återstod snart endast Socialdemokraterna, Folkpartiet och Moderaterna, eftersom Dennis ansåg att det endast var de partierna som accepterade en lösning som innebar nya vägar, kollektivtrafik samt vägavgifter.
Förhandlingarna avslutades den 29 september 1992. De tre partierna kom då överens om satsningar på vägtrafiken för 40 miljarder kronor.
Dennispaketet kritiserades av bland annat partierna utanför uppgörelsen och miljörörelsens kampanj Ur tid är leden. Den socialdemokratiska regeringen beslutade att upplösa överenskommelsen i februari 1997. 

## Ingående projekt

### Vägar
- Södra länken - invigdes 24 oktober 2004
- Österleden - Vägverket inledde förstudier 2005
- Norra länken - första sträckan invigdes 30 november 2014 och blev helt klart 2017.
- Fors - Jordbro - färdigbyggd 1996
- Haningeleden - påbörjat och till vissa delar klart
- Botkyrkaleden - påbörjat och till vissa delar klart
- Förbifart Stockholm - påbörjat 19 augusti 2014
  - Västerleden (från E4 till E4)
  - Bergslagsplan - Hjulsta
  - Hjulsta - Häggvik
- E18 Söderhall - Rösa - invigdes 1996
- Förbättringar i gatumiljön, bullerskydd med mera -  delvis klart
- Miljöåtgärder på Nynäsvägen - delvis klart
- Infartsparkeringar - delvis klart

### Kollektivtrafik

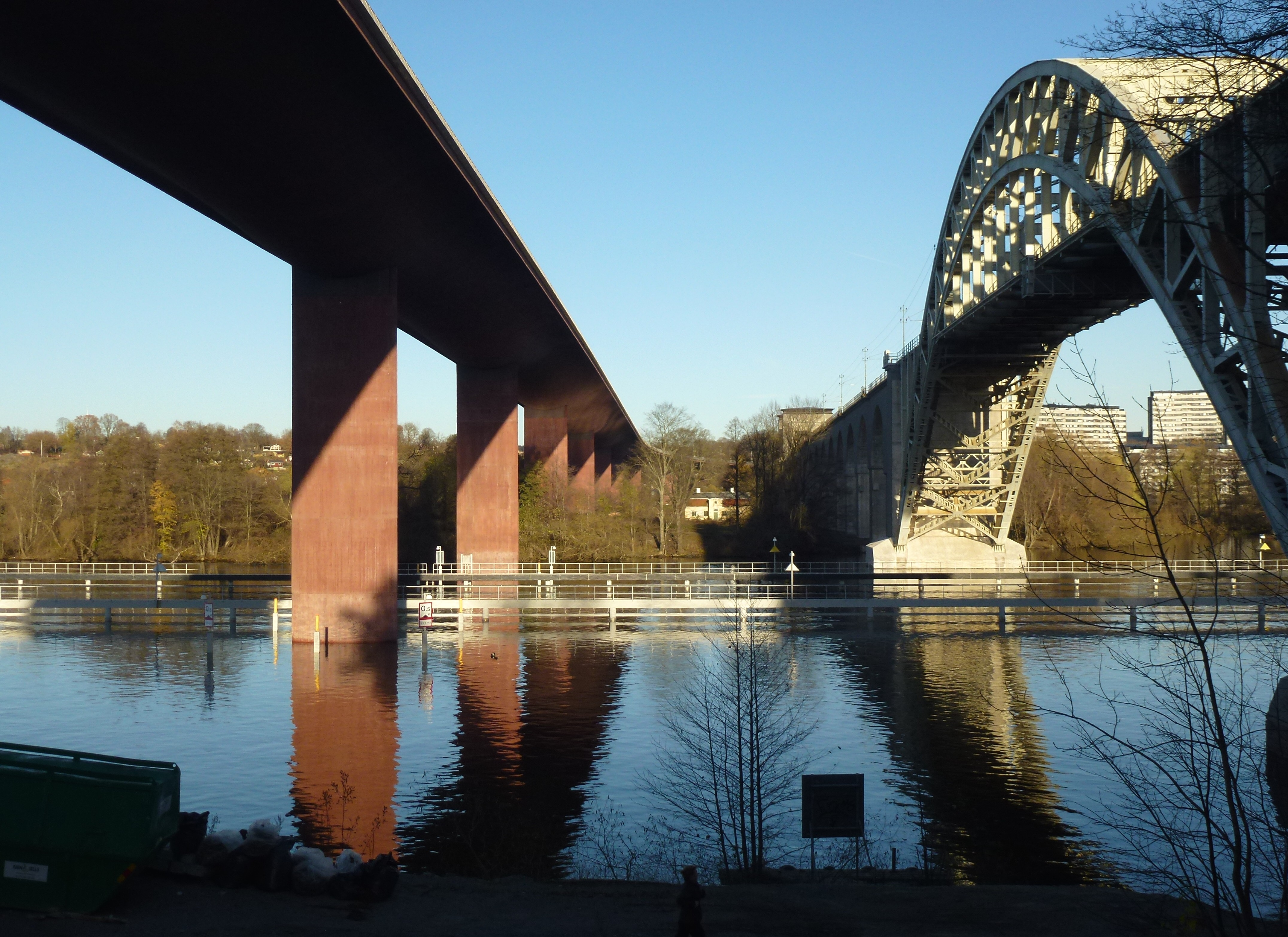
Den nyare, västra Årstabron (till vänster) och den äldre östra Årstabron, sedd från Årstasidan, november 2012.

- Tredje spåret - planerna nedlagda, ersatt med alternativet ny dubbelspårig järnvägstunnel: Citybanan färdigbyggd 2017
- Årstabron - klart december 2005
- Dubbelspår på Mälarbanan från Kallhäll till Kungsängen - klart 2001
- Nynäsbanan - Upprustning samt utbyggnad till dubbelspår från Älvsjö till Västerhaninge mellan 1993 och 1996 – klart
- Tunnelbanan - nytt signalsystem installerat. Nya vagnar levererade.
- T-bana Hjulsta – Barkarby - ingår i Stockholmsförhandlingen 2013
- Roslagsbanan - upprustning genomförd
- Snabbspårvägen, etapp 1, Gullmarsplan - Alvik - trafiken startade sommaren 2000.
- Snabbspårvägen, etapp 2, Gullmarsplan – Slussen - etapp 2 är delvis klar (Fram till Hammarby sjöstad)
- Etanolbussar införda i innerstaden
- Stombussnät i innerstaden - delvis genomfört